# Едурне Пасабан
Едурне Пасабан (ісп. Edurne Pasaban Lizarribar; нар. 1 серпня 1973 Толоса, Іспанія) — іспанська альпіністка, гімалаїстка, кавалер Корони Гімалаїв і Каракоруму.
17 травня 2010 р. вона стала 21-ю людиною і першою жінкою у світі, що підкорили всі 14 восьмитисячники у світі. Свій перший восьмитисячник вона підкорила за 9 років до цього, коли зійшла на Еверест.

## Підкорені восьмитисячники
- 23 травня 2001 — Еверест
- 16 травня 2002 — Макалу
- 5 листопаду 2002 — Чо-Ойю
- 26 травня 2003 — Лхоцзе
- 19 липня 2003 — Гашербрум II
- 26 липня 2003 — Гашербрум I
- 26 липня 2004 — К2
- 20 липня 2005 — Нанга Парбат
- 12 липня 2007 — Броуд-пік
- 1 травня 2008 — Дхаулагірі
- 5 листопаду 2008 — Манаслу
- 18 травня 2009 — Канченджанга (як третя жінка в історії після Жанетт Гаррісон i Герлінди Кальтенбруннер)
- 17 квітня 2010 — Аннапурна
- 17 травня 2010 — Шишабангма